# Anita Pallenberg
Anita Pallenberg (født 6. april 1942 i Rom, Italien eller Hamborg, Tyskland, død 13. juni 2017 i Chichetser, Storbritannien) var en model, skuespillerinde og modedesigner. Hun var nok mest kendt for sit papirløse samliv med The Rolling Stones guitarist Keith Richards fra 1967 til 1979.

## Begyndelse
Pallenberg var datter af Arnold Pallenberg, en tysk rejseagent, der arbejder i Italien, og Paula Wiederhold, en tysk sekretær. Hun blev født i Rom, Italien, eller Hamborg, Tyskland, afhængigt af kilden. Hun voksede først op i Italien, før hun på sin fars foranledning blev sendt på en tysk kostskole. Allerede i en ung alder talte Anita fire sprog flydende: italiensk, tysk, engelsk og fransk. Før hun bosatte sig permanent i London havde hun boet i Tyskland og i New York City, hvor hun havde medvirket i det Living Theater (i forestillingen Paradis Now, hvor der var nøgenscener) og i Andy Warhols Factory.

## Sammen med The Rolling Stones
Pallenberg er kendt for sine romantiske forhold til The Rolling Stones medlemmerne Brian Jones, som hun mødte i 1965, og Keith Richards, som hun forlod Jones til fordel for. Der var også rygter om en kort affære med Mick Jagger , under filmningen af Performance, en film som hun medvirkede i og havde været med at skrive. Hun ignorerede rygterne, men da filmen blev udgivet på DVD i 2007 benægtede hun kraftigt, at der var hold i dem.
Pallenbergs indflydelse på The Rolling Stones udvikling og præsentationer fra slutningen af 1960'erne og igennem 1970'erne er dokumenteret af mange kilder omkring bandet, både i den periode og efter. Hun spillede en usædvanlig rolle i de mandsdominerede 1960'eres rock ’n’ roll-verden, hvor hun opførte sig som meget mere end en groupie, kone eller bandmedlem.
Der er blevet oplysninger om, at hendes mening var så respekteret af de andre (specielt Mick Jagger), at albummet Beggars Banquet blev hentet tilbage til studiet få uger før den officielle udgivelsesdato, da hun syntes, at der manglede noget,
Ud over hendes indflydelse på The Rolling Stones musik, var hendes interessere for det okkulte kendetegnede for den tid, hvor hun levede sammen med Richards. Tony Sanchez beretter om sin tid som Keith Richards bodyguard og narkohandler, og om Pallenbergs mærkelig opførsel:

”Hun var besat af sort magi og begyndte at gå rundt med et bundt hvidløg overalt – selv når hun skulle i seng – for at forhindre vampyrer i at komme. Hun havde også en meget mystisk shaker med helligt vand, som hun brugte til sine ritualer. Hendes ceremonier blev mere og mere hemmelighedsfulde, og hun advarede mig om aldrig at forstyrre hende, når hun var i gang med et af sine ritualer.”

Selv om hun var blevet mor til Keith Richards børn, delte hun mange af sin kærestes laster og blev første gang anholdt i Toronto 1977, en begivenhed der nær havde ødelagt The Rolling Stones da Richards også blev indblandet. En arrestordre var grunden til, at politiet gennemsøgte parrets hotelværelse, da der var mistanke om, at Pallenberg var i besiddelse af marihuana. Men den sag blev hurtigt droppet, da en større sag mod Keith Richards viste fund af heroin.
Forholdet mellem Richards og Pallenberg sluttede, efter at Keith Richards blev clean. Han blev det for ikke at komme i fængsel.
Han fortalte til Rolling Stone i 1981, at hans advokater havde fortalt parret, at de skulle gå fra hinanden, ellers ville de ende i meget større problemer. Men Richards fortalte også, at han stadig elskede Anita og så hende lige så meget som før, til trods for hans nye forelskelse i sin fremtidige kone Patti Hansen.
I et Rolling Stoneinterview fra 1985 hævder Mick Jagger, at Pallenberg ”nær havde dræbt mig”, da han blev spurgt, om The Rolling Stones havde noget ansvar for, at fx Marshall Chess, John Phillip og Pallenberg, der var tilknyttet The Stones, tog stoffer.
Ikke desto mindre blev Richards ved med at inviterer Pallenberg med til familiebegivenheder og koncerter, hvor hun tit fulgtes med sine børn og børnebørn, og efter sigende blev gode venner med Patti Hansen.
Sangerinden Marianne Faithfull var Mick Jaggers kæreste i 1960'erne og er stadig en god ven af Pallenberg. De har sammen optrådt i BBC komedieserier og franske produktion af Absolute Fabulous i episode 4: Donkey hvor Edine Mansoon (spillet af Jennifer Saunders) drømmer spiller Marianne Faithfull Gud og Anita Pallenberg spiller Djævlen.

## Renset for manddrab
I 1979 skød en 17-årig Scott Contrell sig i hovedet i Pallenbergs seng med en pistol som Richards ejede. Det forgik i Keith Richards og Anita Pallenbergs hjem i South Salem i New York. Den unge mand var ansat på deltid som opsynsmand på ejendommen og havde et forhold til Pallenberg. Richards var i Paris med The Rolling Stones, men hans søn, Marlon, var i huset da teenageren døde. Pallenberg blev arresteret, men dødsårsagen blev fastslået som selvmord i 1980, til trods for rygter om at Pallenberg og Contrell havde spillet russisk roulette med pistolen. Politiefterforskningen fastslog, at Pallenberg hverken havde været i samme rum eller på samme etage, da det fatale skud blev affyret. 

## Film og Mode
Pallenberg har medvirket i mere et en dusin film i fyrre år. Mest bemærkelsesværdig er hendes medvirken som den sorte dronning i Roger Vadim kultfilm Barberalla, Michel Piccolis sovende kone i Dillinger é Marto af Marco Ferren og i Performance fra 1970.
Hun var med i dokumentaren omkring The Rolling Stones i 1968, Sympathy For The Devil, af den franske filminstruktør Jean-Luc Godard. Ligesom hun var med i Cocksucker Blues den ikke udgivne dokumtar af Robert Frank om The Rolling Stones Nordamerikanske tour i 1972.
De seneste år er Pallenberg portrætteret i populære film og TV. Skuespillerinden Manet Mazur spillede en ung Pallenberg i filmen Stoned, en biografiske film om Brian Jones sidste år.
Rollen Harriet Hayes (spillet af Sarah Paulson) i NBC serie Studio 60 on the Sunset Strip fra 2006 spillede Pallenberg i en film. Harriet ses igen i et senere afsnit, hvor hun skal spille Pallenberg i en scene med den russiske roulette-version af Scott Contrells død. Det er dog flere gange fastslået, at Contrells død ikke skyldes russisk roulette, men var selvmord.

## Privatliv
Anita mødte The Rolling Stones guitarist Brian Jones backstage til en koncert i 1965. De fandt sammen den allerførste aften, de mødtes. Brian og Anita klædte sig næsten ens og virkede som det perfekte par. Men det var de ikke. De skændes konstant, og det bliver fortalt at Brian udøvede psykisk vold mod Anita.
Under en tur til Marokko, hvor Keith Richards var med, blev Brian Jones pludselig syg. Der fandt Keith og Anita sammen på bagsædet af bilen, og Anita forlod Brian til fordel for Keith i 1967.
Keith Richards og Anita Pallenberg blev sammen i mere end ti år til trods for, at de begge havde affærer med andre. Måske havde Anita en affære med Mick Jagger under indspilningerne til Performance.
Derudover skulle hun også have været Marianne Faithfulls, Jaggers kæreste på det tidspunkt, elskerinde. Men begge dele er kun spekulationer.
Anita og Keith har sammen tre børn. Den 10. august 1968 fødte Pallenberg første søn Marlon . Omkring fire år efter, den 17. april 1972, kom datteren Dandelion til (hun ændrede sit navn til Angela) . Den 26. marts 1976 blev så parret tredje barn, sønnen Tara, født. Men han døde den 6. juni 1976 af vuggedød. Både Richards og Anita Pallenberg var meget afhængig af stoffer, og onde rygter fortæller, at det var den egentlige grund til at han døde. 
I 1979 gik Anita og Keith fra hinanden efter at være arresteret på grund af stoffer. Det var efter råd fra deres advokater, at de skiltes.
Den 8. oktober 1994 giftede Marlon sig med Lucie de la Fallaise. I maj 1996 fødte Lucie datteren Ella Rose, og i 2000 kom sønnen Orson til. Det gør Anita og Keith til bedsteforældre.

## Eksterne kilder og henvisninger
- Anita Pallenberg på Internet Movie Database (engelsk)
- Anita Pallenberg på Filmdatabasen
- Anita Pallenberg på Scope
- Anita Pallenberg på Svensk Filmdatabas (svensk)
- Anita Pallenberg på AlloCiné (fransk)
- Anita Pallenberg på AllMovie (engelsk)
- Anita Pallenberg på Rotten Tomatoes (engelsk)
- Anita Pallenberg på The Movie Database (engelsk)

## Fodnote
1. ↑  Navnet er anført på engelsk og stammer fra Wikidata hvor navnet endnu ikke findes på dansk.
2. 1 2   "Anita Pallenberg, Actress and Muse of Rolling Stones, Dies at 75" (engelsk). Hentet 14. maj 2024.
3. ↑  Lady Rolling Stone | Film | The Guardian
4. ↑  The Times | UK News, World News and Opinion (Webside ikke længere tilgængelig)
5. ↑  Chronicle 1979
6. ↑  "Tara Richards". Arkiveret fra originalen 2. juli 2007. Hentet 30. juni 2007.